# Ringo Lam
Pour les articles homonymes, voir Lam.
Ne doit pas être confondu avec Ringo Starr.
Ringo Lam (林嶺東 en chinois, Lín Lǐngdōng en hànyǔ pīnyīn, Lam Ling-tung en cantonais) (8 décembre 1955 - 29 décembre 2018), est un réalisateur, producteur et scénariste hongkongais. Il est célèbre pour sa série de films On Fire et en particulier City on Fire.

## Biographie
Né à Hong Kong, Ringo Lam fréquente d'abord une école de comédien avant de partir faire des études de cinéma à l'université York de Toronto.
De retour à Hong Kong en 1983, il commence à réaliser plusieurs comédies. Le succès commercial de Mad Mission 4 lui permet de produire son propre scénario, City on Fire, qui sort en 1987. Ce film lui vaut son premier Hong Kong Film Award et est cité à de nombreuses reprises par Quentin Tarantino comme inspiration de son premier film, Reservoir Dogs,. Certaines critiques ont fait remarquer qu'il y avait des scènes d'action qui avaient été reproduites à l'identique.
Ringo Lam enchaîne après City on Fire d'autres films similaires (Prison on Fire, School on Fire) qui ont en commun une vision sombre de la société hongkongaise et de ses institutions. L'acteur Chow Yun-fat apparaît dans beaucoup d'entre eux. En 1993, il tourne Full Contact avec Chow Yun-fat, Simon Yam et Anthony Wong, qui reste dans l'histoire du cinéma de Hong Kong comme un sommet du polar excessif et violent.
En 1993, il réalise son premier film en costume avec Le Temple du lotus rouge qui raconte l'histoire du héros mythique chinois Fong Sai-yuk combattant les membres d'une secte.
Il réalise ensuite deux films majeurs avec Lau Ching-wan : un polar, Full Alert, et un thriller, The Victim.
En 1996, il fait ses débuts à Hollywood avec Risque maximum avec Jean-Claude Van Damme. Il poursuit sa carrière à Hong Kong tout en réalisant deux autres films avec Van Damme (Replicant en 2001 et In Hell en 2003).
En 2007, il participe au film Triangle avec les réalisateurs hongkongais Tsui Hark et Johnnie To et réalise la deuxième partie.
Il meurt le 29 décembre 2018.

## Filmographie
- 1983 : Esprit d'amour (Yam yeung choh)
- 1984 : The Other Side of Gentleman (Gwan ji ho kau)
- 1985 : Cupid One (Oi san yat ho)
- 1986 : Rien ne sert de mourir (Zuijia paidang zhi qianli jiu chaipo)
- 1987 : City on Fire (Longhu Fengyun)
- 1987 : Prison on Fire (Jianyu Fengyun)
- 1988 : School on Fire (Hok haau fung wan), coréalisé avec Raymond Lee Wai-Man et Joe Chu Kai-Sang
- 1989 : Wild Search (Ban wo chuang tian ya)
- 1990 : Guerres de l'ombre (Undeclared War)
- 1991 : Le Point de non retour (Touch and Go)
- 1991 : Prison on Fire 2 (Gaam yuk fung wan II: To faan)
- 1992 : Double Dragon (Seong lung wui)
- 1993 : Full Contact (Haap dou Ko Fei)
- 1994 : Le Temple du lotus rouge (Burning Paradise in Hell)
- 1995 : The Adventurers (Da mao xian jia)
- 1996 : Risque maximum (Maximum Risk)
- 1997 : Full Alert (Go do gaai bei)
- 1998 : The Suspect (Gik dou jung fan)
- 1999 : The Victim (Muk lau hung gwong)
- 2001 : Replicant
- 2003 : Looking for Mr. Perfect (Kei fung dik sau)
- 2003 : In Hell
- 2007 : Triangle, coréalisé avec Tsui Hark et Johnnie To
- 2015 : Wild City (Bou chau mai sing), coréalisé avec Cash Chin Man-Kei
- 2016 : Sky on Fire (Chongtian huo), coréalisé avec Cash Chin Man-Kei

## Distinctions
- Hong Kong Film Award du meilleur réalisateur en 1988 pour City on Fire.